# Ludwig Zeller
Ludwig Zeller Ocampo (Río Loa, Calama, 1 de febrero de 1927-Oaxaca de Juárez, 1 de agosto de 2019) fue un poeta surrealista y artista visual chileno que se radicó en México desde 1993.

## Biografía
Su padre llegó a Chile procedente desde Alemania para trabajar como fabricante de dinamita para las minas de cobre. Desde pequeño fue un lector voraz y gracias a eso conoció la poesía.
En su juventud estableció amistad con poetas como Rosamel del Valle, Humberto Díaz Casanueva, y el surrealista chileno, Enrique Gómez Correa, entre muchos otros.
Junto a su primera mujer, Wera Zeller, tradujo los románticos alemanes al español. 
Vanguardista innovador, dirigió la Galería del Ministerio de Educación desde 1952 a 1968. Ese mismo año en el que dejó la Galería, fundó la revista y café literario Casa de la Luna en calle Villavicencio, en el barrio Lastarria de Santiago.
En 1970 organizó la exposición Surrealismo en Chile en la Universidad Católica, en la que, además de sus obras, exhibió las de Roberto Matta, Nemesio Antúnez, Enrique Zañartu, Rodolfo Opazo Viterbo Sepúlveda, Valentina Cruz, Susana Wald, Juana Lecaros, entre otros.
Abandonó Chile al año siguiente, junto con su esposa, la artista Susana Wald, y tres de sus cuatro hijos. Se instalaron en Toronto, Canadá (allí fundaron Oasis Publications), hasta que se trasladaron a México, donde se radicó en Oaxaca desde 1993.
Su poesía demuestra una gran influencia de la visualidad, ya que consideraba algunas expresiones visuales como poesía, por ejemplo, el collage, por la característica de ubicar imágenes en el papel a la manera de los versos en el poema.
Dirigió varias revistas y editoriales. Vivió con su esposa Susana, hasta su fallecimiento, en su casa ubicada en el Callejón de la Luna, en San Andrés Huayapam, a ocho kilómetros de Oaxaca.

## Obras
- Los elementos. Poemas, Santiago, Talleres Gráficos París, 1953; con grabados de Francisco Otta
- Sed sobre el cuerpo, Santiago, Ediciones Zona, 1956; con viñetas de Francisco Otta y Víctor Herrera, prólogo de Dámaso Ogaz
- Exodo y otras soledades, Santiago, 1957; descargable desde el portal Memoria Chilena
- Del manantial, 1961
- A Aloyse, Escuela Nacional de Artes Gráficas, 1964
- Los placeres de Edipo, Editorial Universitaria, Santiago, 1968
- Siete caligramas recortados en papel, Santiago, Ediciones de Casa de la Luna, 1969
- Las reglas del juego, Ediciones Casa de la Luna, Santiago, 1968; descargable desde el portal Memoria Chilena
- Mujer en sueño, Toronto, Oasis Publications, 1975; dibujos de Susana Wald
- Cuando el animal de fondo sube la cabeza estalla, Oakville, Mosaic Press/Valley Editions; edición en el original español, traducción inglesa de Susana Wald y John Robert Colombo, y francesa de Thèrése Dulac, 1976
- In the Country of the Antipodes, en inglés; Mosaic Press, Valley Editions, Oakville, Ontario, Canadá, 1979; descargable desde el portal Memoria Chilena
- Alphacollage, 1979, alfabeto en collage premiado en Nueva York y elegido "uno de los diez libros más bellos de la década" en la Feria de Leipzig[4]
- 50 Collages, París, Mosaic Press, 1980
- Mirages, con Susana Wald; bilingüe; Hounslow Press, Toronto, Canadá, 1983; descargable desde el portal Memoria Chilena
- Ludwig Zeller, a Celebration, 1987
- Salvar la poesía, quemar las naves, 1988
- Zeller sueño libre, 1991
- Río Loa, estación de los sueños, novela; Aldus, México, 1994 (reeditado en Chile por la Editorial Universidad de Talca, 2009[5]); descargable desde el portal Memoria Chilena
- Los engranajes del encantamiento UNAM, CONACULTA y Aldus, México, 1996
- Imágenes en el ojo llameante, Artifact, Toronto, Canadá, 1999; descargable desde el portal Memoria Chilena
- El embrujo de México, 2003
- Preguntas a la médium y otros poemas, Santiago, Cuarto Propio, 2009
- Encuentros oníricos, Ediciones Corriente Alterna, Santiago, 2012